# Гаряев, Пётр Петрович
Пётр Петро́вич Гаря́ев (1 февраля 1942, Молотов — 17 ноября 2020) — российский деятель псевдонауки, создатель псевдонаучной концепции «волнового генома». Кандидат биологических наук (1969). Эксперименты П. Гаряева были раскритикованы биологами, которые указали на несоблюдение им научной методологии проведения экспериментов и на незнание основ соответствующих дисциплин.
Ни экспериментальные работы, ни теоретические построения Гаряева не соответствуют минимальным критериям научной работы и могут представлять интерес только для философов науки и психологов. Идеи Гаряева о «волновом геноме» активно используются шарлатанами, наживающимися на людях с серьёзными заболеваниями.

## Биография
Как заявлено на его сайте «Институт Лингвистико–Волновой Генетики» («Институт Квантовой Генетики»), П. П. Гаряев «защитил докторскую диссертацию в МГТУ им. Баумана по линии ВМАК». Документ «диплом доктора биологических наук», выданный не Высшей аттестационной комиссией России (ВАК), а негосударственной организацией Высшая межакадемическая аттестационная комиссия (ВМАК), которая не имеет права присваивать научную степень, является фальшивым дипломом и не даёт права его владельцу именовать себя доктором наук.
Вопреки его утверждениям, Гаряев никогда не работал в «Отделе теоретических проблем» РАН (ОТП РАН), поскольку в РАН нет такого отдела. Однако некий Э. А. Андрианкин, не имеющий никакого отношения к РАН, представлялся «директором Отдела теоретических проблем при Президиуме РАН». Также не существует «Лаборатория Волновой генетики» в Институте проблем Управления РАН, в которой Гаряев якобы работал.
П. Гаряев активно распространял своё учение через коммерческие организации, издавал книги и статьи, участвовал в конференциях и телепередачах, публиковался на интернет-ресурсах, например, убеждая неизлечимо больных людей в том, что его идеи могут им помочь.

### Волновая генетика
Согласно Гаряеву:
- большая часть информации содержится в ДНК якобы в виде волны (при этом, о каких именно волнах он ведёт речь, в разных текстах автор пишет по-разному — акустических, оптических, «торсионных» и других);
- ДНК якобы способна воспринимать информацию из голосовой речи, включая эмоции;
- молекула ДНК якобы способна передавать информацию (например, о своей клетке) волновым путём в луч лазера или в другие «носители», при этом техника передачи в работах Гаряева не оглашается, а также якобы может принимать такую информацию, что по его мысли должно вызывать морфогенетические и физиологические эффекты, например, выздоровление (аналог Симпатической магии);
- после смерти живых существ, начиная с клетки и даже отдельной ДНК, на протяжении 40 дней якобы сохраняется их фантом, способный влиять на другие тела и поля; основополагающий опыт Гаряева, по его утверждениям, состоял в том, что спектр рассеяния ДНК сохранялся и после того, как ДНК из прибора удалили;
- ребёнок якобы может нести наследственную информацию от мужчины (самца), не являющегося его отцом, но бывшего половым партнёром матери в прошлом (концепция телегонии).

Основной труд П. Гаряева по теме «волновой генетики» — книга «Волновой геном» 1994 года, заявленная как «монография», представляющая компиляцию его предыдущих статей. Научное сообщество работ Гаряева не признаёт, поскольку до настоящего момента ни одного экспериментального доказательства его идей не существует.
На 2010 год существует лишь одна статья на тему «волновой генетики», рецензированная и опубликованная в русскоязычном научном журнале. В зарубежных рецензируемых научных журналах работы Гаряева по теме «волнового генома» не публиковались. Ранние публикации П. Гаряева в советских научных рецензируемых журналах не имеют отношения к «теории волновой генетики», которую он активно развивает начиная с 1990-х. В середине 90-х годов П. Гаряев опубликовал работы по проблеме создания лазера на ДНК, не имеющие прямого отношения к теории «волновой генетики». Вклад Гаряева в зарубежную околонаучную деятельность ограничивается докладами на конференциях.

## Критика
В работах Гаряева встречаются ложные ссылки на людей и книги. В частности, Гаряев записывал в свои соавторы:
- А. А. Поликарпова (докт. филол. наук, доцент кафедры русского языка филфака МГУ, зав. лаб.). В библиографии к работе «Волновая генетика как реальность» Гаряев ссылался на материалы конференции QUALICO-94, где фигурируют два якобы совместных доклада Гаряева, Поликарпова и соавторов[18]. Однако среди трудов А. А. Поликарпова нет ни одного, написанного в соавторстве с Гаряевым[19]. На конференцию были поданы тезисы лишь к одному из двух упомянутых докладов, и Поликарпов в списке соавторов не назван и вообще выступал с собственным отдельным докладом[20].
- Л. С. Ягужинского (докт. биол. наук, заслуженный профессор МГУ, зав. лаб. НИИ ФХБ). В многочисленных интернет-публикациях Гаряев ссылался на работу Гаряев П. П., Кокая А. А., Мухина И. В., Тертышный Г. Г., Товмаш А. В., Леонова-Гаряева Е. А., Ягужинский Л. С., Мулдашев Э. Р. Экспериментальный волновой иммунитет и волновая генетика. По утверждению самого Ягужинского, он был указан соавтором этой работы без его согласия, а на требования Ягужинского убрать его из соавторов Гаряев не ответил[21].

В трудах Гаряева также содержатся ложные ссылки на чужие научные работы. Например, в книге «Волновой геном» 1994 года издания Гаряев утверждает на стр. 131, что будто бы, согласно учебнику Гросберга и Хохлова (Гросберг А. Ю. Статистическая физика макромолекул : учебное рук-во. / А. Ю. Гросберг, А. Р. Хохлов. — М.: Наука. Гл. ред. физ.-мат. лит., 1989. — 344 с.), «наиболее часто применяемой» является модель Роуза-Зимма, а на стр. 153 той же книги он привёл формулу со ссылкой на тот же учебник. В самом учебнике Гросберга и Хохлова нет ни такого утверждения, ни этой формулы. Формула на стр. 153 книги Гаряева в действительности не «вычисляется в рамках модели Роуза-Зимма», как утверждается в тексте, и не имеет отношения к полимерной динамике. Кроме того, в тексте книги содержатся математические ошибки, например, в формулах №№ 15 и 16  на странице 92 перепутаны индексы 1 и 2, переменные x и t, коэффициенты k и ω. А буква «c» указана как в нижнем (строчная «c» обозначает скорость света), так и в верхнем регистре (прописная «C» обозначает электрическую ёмкость).
Генетик Леонид Корочкин отмечал:

…в рассуждениях же Гаряева генетики нет — ни обычной, ни «волновой», поскольку никаких конкретных сведений о генах в ней не содержится. Нет в ней ничего конкретного и доказанного о тонкой структуре генома и о том, как эта структура конкретно работает в случае формирования определённого признака. Зато хватает псевдонаучной зауми: «Знаковая структура жидкокристаллических топологий хромосомного континуума как система преобразования эндогенных полей организма, а также внешних по отношению к нему излучений должна быть шире и составлять некий языковый плюрализм, своего рода многомерное семантическое пространство, свойственное каждому генотипу».— Леонид Корочкин. Во власти невежества.
На конференции «Научный журнал в России» глава ВАК М. П. Кирпичников назвал «откровенным примером лженауки» статью П. П. Гаряева в журнале «Бюллетень экспериментальной биологии и медицины». Научным сообществом идеи Гаряева признаны лженаучными и противоречащими здравому смыслу.

## Антипремии
Гаряев трижды становился полуфиналистом антипремии «Почётный академик ВРАЛ», организованной научно-просветительским порталом «Антропогенез.ру» — в 2016, 2018 и 2019 годах.

## Публикации

### Диссертация
- Гаряев П. П. Структура и физико-химические свойства пиоцина R : автореферат дисс. на соиск. уч. степени канд. биол. наук / (Моск. гос. ун-т). — М., 1969. — 22 с.[33]

### Статьи в научных журналах, не связанные с теорией «волнового генома»[Комм. 4]
- Гаряев П. П., Латышева Н. Н., Поглазов Б. Ф. Физико-химические свойства и аминокислотный состав пиоцина R и его компонентов. // ДАН СССР. — 1969. — Т. 187. — № 4. — С. 931–934.
- Гаряев П. П., Поглазов Б. Ф. Изучение структуры и физико-химических свойств пиоцина. // Биохимия. — 1969. — Т. 34. — Вып. 3. — С. 585–593.
- Гаряев П. П., Поглазов Б. Ф., Козлова Л. С. Изучение сферических структур, индуцируемых у Pseudomonas aeruginosa вместе с пиоцином R. // Биохимия. — 1970. — Т. 35. — Вып. 2. — С. 303–311.
- Гаряев П. П., Деянова С. А., Петрова Н. Д., Поглазов Б. Ф. Выделение биополимеров из почвы. // Биохимия. — 1971. — Т. 37. — Вып. 5.
- Гаряев П. П. Функция и структура бактериоцинов и рапидосом. // Успехи современной биологии. — 1972. — Т. 70. — Вып. 2 (5). — С. 166–181.
- Гаряев П. П., Харчук О. А., Поглазов Б. Ф. Исследование денатурации некоторых структурных вирусных белков методом дисперсии оптического вращения. // Биохимия. — 1972. — Т. 37. — Вып. 6. — С. 1210–1214.
- Гаряев П. П. Методы выделения органических веществ из почвы применительно к целям экзобиологии. // Изв. АН СССР. — 1972. — Т. 5. — (Сер. биол.)
- Гаряев П. П., Владыченский А. С., Деянова С. А., Калошин П. М., Поглазов Б. Ф. Выделение и очистка индивидуальных органических веществ из дерново-подзолистой почвы и вулканического грунта. // Почвоведение. — 1973. — № 4. — С. 134–141.
- Харчук О. А., Гаряев П. П., Пустовойт В. И., Поглазов Б. Ф. Исследование структуры белка ВОМ-3,4 методом дисперсии оптического вращения. // ДАН СССР. — 1973. — Т. 211. — № 1. — С. 245–248.
- Гаряев П. П., Захаркина Г. А., Вихерт А. М. Уровень эндерпинов в миокарде, надпочечниках и гипоталамусе внезапно умерших людей. // Кардиология. — 1980.— Т. 20. — № 8.— С. 58–61.
- Зерщикова Т. А., Гаряев П. П., Хоперская О. А. Модификация мутации периодического альбинизма у шпорцевой лягушки. // ДАН СССР. — 1988. — Т. 298.— № 3.— С. 739–741.
- Гаряев П. П., Горелик В. С., Козулин Е. А., Щеглов В. А. Двухфотонно-возбуждаемая люминесценция в твердотельной фазе ДНК. // Квантовая электроника. — 1994. — Т. 21. — № 6. — С. 603–604[Комм. 5].

### По теории волнового генома

#### Книги
- Гаряев П. П. Волновой геном. — М: Общественная польза, 1994. — ISBN 5-85617-100-4
- Гаряев П. П. Волновой генетический код. — М: Издатцентр, 1997. — ISBN 5-7816-0022-1
- Гаряев П. П. Лингвистико-волновой геном : теория и практика.— К.: Институт квантовой генетики, 2009. — ISBN 978-966-16-4822-6
- Шипов Г. И., Гаряев П. П. Квантовый геном в понятиях теории физического вакуума. — М.: Концептуал, 2018. — 152 с. — ISBN 978-5-906867-97-1

#### Статьи и иные материалы
Единственная публикация П. Гаряева с соавторами по теме «волновой генетики» в рецензируемом научном журнале из списка ВАК, она вызвала критику среди учёных как «откровенный пример лженауки» и «плохо написанная экспериментально безграмотная статья»:
Гаряев П. П., Кокая А. А., Мухина И. В., Леонова-Гаряева Е. А., Кокая Н. Г. Влияние модулированного биоструктурами электромагнитного излучения на течение аллоксанового сахарного диабета у крыс. // Бюллетень экспериментальной биологии и медицины. — 2007. — т. 143. — № 2. — С. 155.
П. Гаряев размещал свои тексты на странице Internet-материалы по волновой генетике своего сайта «Институт Волновой Генетики», который содержал информацию о «теории волновой генетики» с позиции пропагандиста этой «теории» (с 2011 года сайт недоступен, сохранился в Web Archive).

##### Статьи и прочие публикации в соавторстве
- Акимов А. Е., Шипов Г. И., Екшибаров В. А., Гаряев П. П. Вскоре пройдут испытания летающей тарелки // Газета «Чистый мир», 1996.— № 4.
- Гаряев, П. П. Волновые репликативные отображения ДНК и её ближайшего окружения / П. П. Гаряев, В. Валтрауд, Е. А. Леонова-Гаряева … [и др.] // Академия Тринитаризма : [электр. ресурс]. — М., 2006. — 2 февраля. — Эл № 77-6567. Публ. 12905.
- Berezin, A. A., Garyaev P. P., Gorelik V. S., et al. Is it possible to create a laser based on information biomacromolecules? // Laser Physics. — 1996. — Vol. 6. — Issue 6. — P. 1211–1213.
- Агальтсов А. М., Гаряев П. П., Горелик В. С., Раматуллаев И. А., Щеглов В. А. Двухфотонно-возбуждаемая люминесценция в генетических структурах. // Квантовая электроника. — 1996. — Т. 23. — № 2. — С. 181–184.

## Комментарии
1. ↑  П. Гаряев утверждал, что являлся основателем и «закрывателем за ненадобностью», в основном, коммерческих организаций: Институт волновой биологии и медицины (ЗАО, ООО) Архивная копия от 5 апреля 2009 на Wayback Machine, Институт квантовой генетики  (недоступная ссылка)
2. ↑  
См. напр.
  - Laser Physics. Архивная копия от 4 марта 2016 на Wayback Machine— vol.6.— issue 6.— pp. 1211—1213 (1996);
  - Квантовая электроника. — 1996. — Т. 23. — Вып. 2. — С. 181—184.
3. ↑  Например, на конференции CASYS’2000, проходившей в Бельгии
4. ↑  Часть статей этого списка видна в базе научных публикаций ISI Web of Knowledge, что подтверждает публикацию их в рецензируемых журналах
5. ↑  В статье показано, что интенсивность люминесценции, возбуждаемой в ДНК, очень низкая. Эту статью не следует путать со статьей с похожим названием «Двухфотонно-возбуждаемая люминесценция в генетических структурах», опубликованной в том же журнале в 1996 году, в которой высказывается мнение, что ДНК с соответствующими добавками может быть активной средой для лазера. Подтверждением «теории волнового генома» она не является. В ней авторы рассматривают потенциальную возможность создать лазер на растворе, содержащем ДНК, и нет ничего о передаче генетической информации.

### Публикации единомышленников
- Мулдашев Э. В поисках города богов. — 2004. — В 3-х т. — Т. 3. В объятиях Шамбалы. — ISBN 5-7654-3334-0 
Мулдашев упоминает П. Гаряева как «гениального российского учёного»
- Чудинов В. А. Памяти гения – не стало Петра Петровича Гаряева
- Miller R. A. Quantum bioholography. // R. A. Miller, I. Miller, B. Webb. — EmergentMind.org. — Korax, 2002.

### Критические публикации
- Бакулина, А. Ю. Большой прорыв: лженаучная статья в научном журнале. / А. Ю. Бакулина, Р. Р. Рафиков // В защиту науки : бюллетень. — М. : Наука, 2008. — № 4. — С. 168–172. — 210 с. — ISBN 978-5-02-036841-5.
- Корочкин, Л. И. Во власти невежества : Неолысенковщина в российском сознании : [арх. 5 мая 2016] / Комиссия РАН по борьбе с лженаукой и фальсификацией научных исследований // В защиту науки : бюллетень. — М. : Наука, 2016. — № 17. — С. 76.